# Wzorowy Marynarz

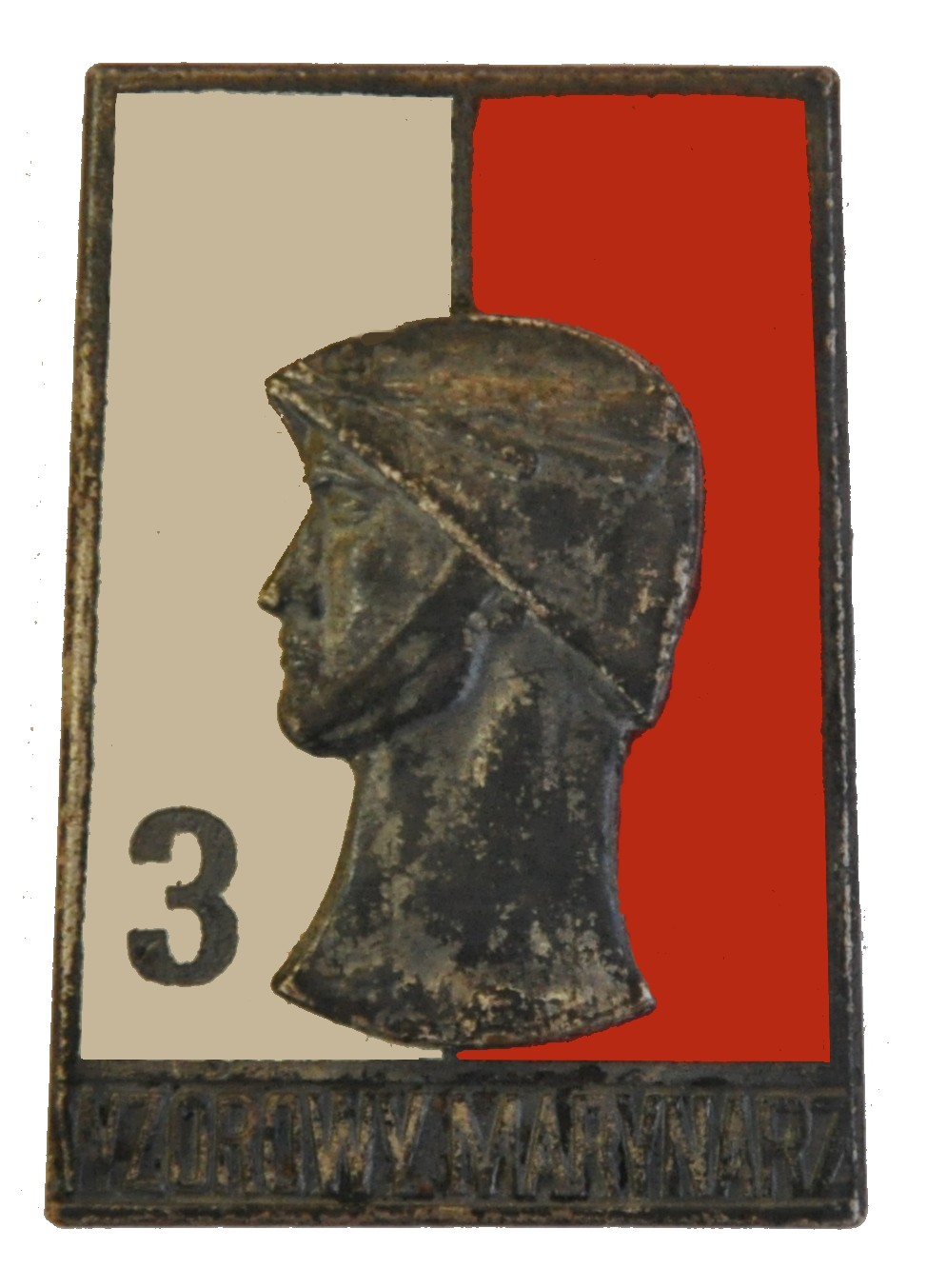
Odznaka do 1973

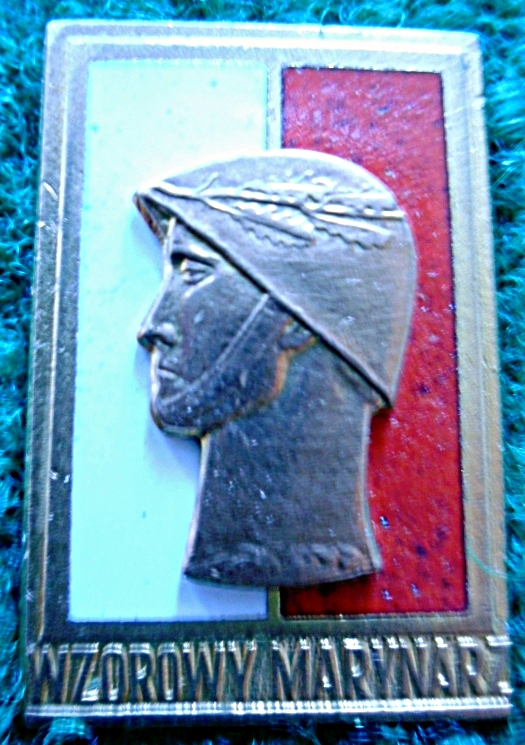
Odznaka wz. 1973

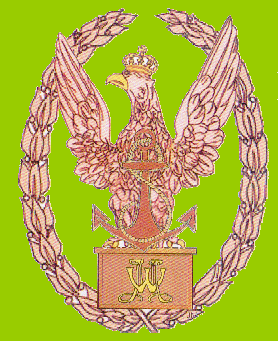
Odznaka wz. 2002

Wzorowy Marynarz – tytuł honorowy nadawany żołnierzowi Wojska Polskiego.
Ustanowiona rozkazem Ministra Obrony Narodowej w 1958 roku. Nadawana marynarzom służby zasadniczej oraz uczniom oficerskiej szkoły za dobre wyniki w wyszkoleniu bojowym i politycznym.
Od 2002 do 2010 roku tytuł nadawało się za bardzo dobre wykonywanie zadań służbowych i osiąganie bardzo dobrych wyników w szkoleniu przez szeregowych i podoficerów odbywających zasadniczą służbę wojskową lub nadterminową zasadniczą służbę wojskową, którzy odbyli co najmniej sześć miesięcy czynnej służby wojskowej.

## Odznaka
Wzór 1958
Projektantem odznaki jest Bronisław Ledwarowski, wykonawcą Mennica Państwowa. Odznaka dwustopniowa. I stopnia: na biało-czerwono emaliowanej tarczy głowa żołnierza w hełmie; u dołu napis: WZOROWY MARYNARZ. Metal posrebrzany, emaliowany 42 x 28 mm, słupek z nakrętką. II stopnia: jak wyżej, ale metal brązowiony.
Wzór 1961
Identyczna jak wyżej opisana, ale kształt nieco zmieniony; na samym hełmie dodana gałązka wawrzynu.
I stopnia: srebrzona; II stopnia: metal brązowiony. Istnieje miniaturka odznaki.
Wzór 1968
Projektant odznaki i wykonawca jak w poprzednich pozycjach. Odznaka trzystopniowa; emaliowana 42 x 30 mm, słupek z nakrętką. Na biało-czerwono emaliowanej tarczy głowa żołnierza w hełmie. Na białym tle odpowiednio cyfra 1, 2 lub 3 Istnieje miniaturka.
Wzór 1973
Projektant i wykonawca jak poprzednio. Odznaka posiadała trzy stopnie: złota, srebrna,
i brązowa.
Złota: na biało-czerwono emaliowanej tarczy głowa żołnierza w hełmie. U dołu napis:
WZOROWY MARYNARZ; metal pozłacany, emaliowany 31 x22 mm, słupek z nakrętką. Srebrna: Jak wyżej, metal posrebrzany. Brązowa: Jak wyżej, metal brązowiony.
Wzór 2002
Odznakę stanowi owalny wieniec laurowy, otwarty w górnej części, o wymiarach 45 x 45 mm. Na wieńcu są umieszczone orzeł z głowicy sztandaru jednostki wojskowej oraz kotwica przepleciona liną kotwiczną zwiniętą w kształcie litery "S", stanowiąca element orła Marynarki Wojennej, spoczywające na puszce, wykonane z metalu o barwie brązu. Na puszce jest umieszczony złocony monogram "WM".